# Deborah Davis
Pour les articles homonymes, voir Davis.
Deborah Davis est une productrice et scénariste britannique.
Elle a été nommée aux Oscars 2019 dans la catégorie Meilleur scénario original pour La Favorite (2018).

## Biographie
Davis a une formation en droit et en journalisme. Elle a écrit le premier brouillon de ce qui deviendra La Favorite, en 1998, sous le titre original The Balance of Power, et a obtenu un diplôme de maîtrise de l'Université d'East Anglia,. La Favorite a été nommée pour de nombreux prix et distinctions. Elle a soumis l'histoire à la productrice Ceci Dempsey et à Ed Guiney, qui ont fait appel au réalisateur Yorgos Lanthimos. Lanthimos a présenté Davis à Tony McNamara pour l'aider à peaufiner le scénario.
En 2021, il a été annoncé que Davis écrivait une série télévisée basée sur la vie de Marie Antoinette. La production de Canal+ et de la BBC a été filmée en France dans des lieux incluant Versailles et Vaux-le-Vicomte,.

## Filmographie partielle

### Au cinéma
- 2018 : La Favorite

### Séries télévisées
- 2022 : Marie-Antoinette

## Récompenses et distinctions
- (en) Deborah Davis: Awards, sur l'Internet Movie Database